# Saison 4 du Saint

Cet article présente le guide des épisodes de la quatrième saison de la série télévisée Le Saint.
Chronologie
Saison 3 du Saint Saison 5 du Saint

## Épisode 1:Sabotage
- Titre original : The Chequered Flag
- Numéro(s) : 63 (4.1)
- Scénariste(s) : Norman Hudis
- Réalisateur(s) : Leslie Norman
- Diffusion(s) : 
  -  Royaume-Uni : 1er juillet 1965
- Invité(es) : Eddie Byrne (Oscar Newley) , Edward de Souza (Beau Ellington) , Tim Barrett (Lee Leonard) , Neil McCarthy (Alec Hunter)
- Résumé : Un homme a mis au point un carburant révolutionnaire. Mais, plusieurs sabotages de la voiture de course qui doit prouver la supériorité de cette nouvelle essence ont lieu. La compétition sera pleine de rebondissements, et l'on découvre que parmi ses nombreux talents, Simon Templar est aussi un as du volant.

## Épisode 2:Voyage à Paris
- Titre original : The Abductors
- Numéro(s) : 64 (4.2)
- Scénariste(s) : Brian Degas
- Réalisateur(s) : Jeremy Summers
- Diffusion(s) : 
  -  Royaume-Uni : 8 juillet 1965
- Invité(es) : Robert Urquhart (Brian Quell), Annette Andre (Madeline Dawson)
- Résumé :

Dans un night-club parisien, Simon rencontre un homme aux abois. Celui-ci affirme être le frère d'un célèbre physicien anglais et être surveillé en permanence. Tandis qu'ils sortent ensemble de la boîte, un groupe d'hommes les attaque. Templar réussit à les mettre KO. Pendant ce temps, l'homme est parvenu à regagner son hôtel. Mais, un malfaiteur l'y rejoint, et sous la menace d'une arme, tente de l'obliger à appeler son frère. Comme il résiste, il l'abat. À ce moment-là, le Saint arrive!
L'assassin comprend le parti qu'il peut tirer de la situation: il appelle la police qui arrive alors que Simon fouille la chambre du mort. Il n'a que le temps de se réfugier dans une chambre voisine occupée par une jolie blonde. En tentant de se faufiler dans l'ascenseur, il se fait cueillir par les inspecteurs et est embarqué à la Préfecture de Police avec sa nouvelle amie. Libérés, ils mènent l'enquête.
Par l'intermédiaire du propriétaire de la boîte de nuit, Simon a retrouvé Géraldine, la call-girl qui accompagnait le défunt. Elle lui avoue que la bande à laquelle elle appartient est parvenue à attirer le savant à Paris, et s'apprête à l'enlever à Orly. Simon arrive trop tard sur les lieux: le chef du groupe a mis leur projet à exécution en se faisant passer pour un inspecteur du 2e Bureau qu'il vient d'assassiner dans une cabine téléphonique. Simon et sa partenaire comprennent que Géraldine est en danger. Quand ils arrivent chez elle, il est effectivement trop tard: son "fiancé" l'a tué.
À ce moment, la police arrive! La jeune femme s'enfuit au volant de la voiture de Templar pour pister l'assassin mais se fait enlever en cours de route. Simon doit de son côté faire face à la suspicion des policiers; il parvient cependant à leur fausser compagnie et à s'enfuir avec leur DS! Grâce aux indices relevés par les policiers, il parvient au château où le savant et la jeune femme sont prisonniers. Il parvient à neutraliser toute la bande et leur commanditaire chinois. Il aura pour récompense un baiser langoureux de sa belle partenaire!

## Épisode 3:Le Champion
- Titre original : The Crooked Ring
- Numéro(s) : 65 (4.3)
- Scénariste(s) : Harry W. Junkin
- Réalisateur(s) : Leslie Norman
- Diffusion(s) : 
  -  Royaume-Uni : 15 juillet 1965
- Invité(es) :
- Résumé :

Simon démasque un boxeur et son manager véreux qui n'hésitaient pas à empoisonner leurs adversaires pour gagner. Pour ce faire, Templar n'hésitera pas à monter lui-même sur le ring!

## Épisode 4:Un bon détective
- Titre original : The Smart Detective
- Numéro(s) : 66 (4.4)
- Scénariste(s) : Michael Cramoy
- Réalisateur(s) : John Moxey
- Diffusion(s) : 
  -  Royaume-Uni : 22 juillet 1965
- Invité(es) : Martin Miller (Mr. Justin)
- Résumé : Le Saint défié par un redoutable escroc.

A Londres, Simon a reçu une invitation pour assister à l'nauguration de l'exposition d'émeraudes Openheim. Le détective Cairro chargé de la sécurité de l'exposition y vante l'inviolabilité du système de surveillance qu'il a mis en place. Templar est dubitatif face à ces rodomontades.
Mais, il comprend vite que Cairro est un être redoutable: au club de judo qu'ils fréquentent tous les deux, il le met KO et tente de l'étrangler.
Le soir même, une jeune femme tambourine à sa porte: elle est poursuivie par deux hommes que Simon met en déroute. Elle lui dit s'appeler Janice Dixon, et être la sœur d'un jeune joaillier accusé par Cairro d'avoir volé pour plusieurs millions de dollars de diamants. Poursuivi par la police, il a été renversé par une mystérieuse voiture et est mort durant son transfert à l'hôpital. Templar met Janice à l'abri chez tante Prudence, non sans avoir été poursuivi durant le trajet par deux hommes qui parviendront ensuite à enlever la jeune femme après avoir molesté Prudence. Il apparait que celle-ci serait retenue sur un bateau appartenant à Cairro, le Texas, lequel est stationné dans un yacht-club.
En réalité, Janice est la maîtresse de Cairro. Les amants diaboliques mettent tout en œuvre pour faire accuser le Saint du vol des émeraudes que Cairro s'apprête à commettre. Ils s'introduisent chez lui, dissimulent des pierres précieuses dans son appartement, et volent une de ses paires de chaussures.
C'est chaussé des souliers du Saint que Cairro accomplit ensuite son forfait. Il s'introduit dans le musée par une conduite d'aération, et arrive jusqu'aux vitrines abritant les joyaux car il sait contourner les obstacles du système de sécurité qu'il a lui-même conçu. Il pense que, durant ce temps, Simon est sur la piste des ravisseurs de Janice, ses sbires sur les talons. Mais, c'est tante Prudence qui est au volant de la Volvo de Templar! Ses poursuivants ne découvrent la supercherie qu'une fois arrivés au yacht-club!
Simon a tout compris à la machination, et cueille Cairro lorsqu'il ressort du conduit avec son butin. Il est immédiatement arrêté par l'inspecteur Teal arrivé peu après.

## Épisode 5:Les Trois Madame Oddington
- Titre original : The Persistent Parasites
- Numéro(s) : 67 (4.5)
- Scénariste(s) : Norman Hudis
- Réalisateur(s) : Robert Tronson
- Diffusion(s) : 
  -  Royaume-Uni : 29 juillet 1965
- Invité(es) : Cec Linder (Waldo Oddington) , Ann Gillis (Wilma)
- Résumé :

Simon est invité par son ami Waldo à séjourner dans sa villa azuréenne. La situation est pour la moins singulière: les trois ex-femmes de Waldo sont aussi présentes! Puis, il leur annonce qu'il va convoler une quatrième fois avec une toute jeune fille, Nadine. Peu de temps après, un homme portant la même chemise que lui est assassiné. Ensuite, son neveu George et son avocat arrivent pour régler sa succession car on leur a annoncé la mort de Waldo! Chacun semble avoir intérêt à ce que son projet de mariage avec Nadine échoue. George va jusqu'à faire s'introduire dans la villa un jeune voyou qu'il a payé pour aller raconter à son oncle des calomnies sur la jeune femme.
Waldo est alors abattu d'une balle dans le dos. On découvre alors qu'il avait souscrit une police d'assurance-vie de deux millions de Livres. Qui en est le bénéficiaire? Qui avait intérêt à tuer Waldo?

## Épisode 6:L'Homme qui défie la mort
- Titre original : The Man Who Could Not Die
- Numéro(s) : 68 (4.6)
- Scénariste(s) : Terry Nation
- Réalisateur(s) : Roger Moore
- Diffusion(s) : 
  -  Royaume-Uni : 5 août 1965
- Invité(es) :
- Résumé :

Lors d'un match de polo, Simon est abordé par le jeune Nigel. Celui-ci lui fait part de ses inquiétudes au sujet de son grand ami, le champion de polo Mills. Un maître chanteur harcèle celui-ci. Simon accepte de répondre à la détresse du jeune homme. Ensemble, ils suivent Mills jusqu'à l'endroit où il doit déposer l'argent. Templar récupère l'argent, tabasse le malfaiteur, puis rend l'argent incognito à Mills. Mais, celui-ci sommé par le maître-chanteur de venir chez lui apporter la somme, abat ce dernier.
Mills invite alors Nigel à faire de la spéléologie avec lui au Pays de Galles. Moira, la fiancée de Nigel fait alors part de ses doutes à Simon: elle n'aime pas Mills et pense que le motif du chantage était le soupçon que celui-ci aurait tué le père de Nigel en Australie.
Elle craint qu'un "accident" n'arrive à Nigel. Simon et Moira partent sur leurs traces et n'hésitent pas à pénétrer dans le réseau souterrain. Templar parviendra à empêcher le traître de mettre son plan diabolique à exécution: il avait effectivement précipité le jeune homme au fond d'un ravin. Mais, en dépit de graves blessures il parviendra à se signaler, et Simon ira le récupérer, après une lutte acharnée avec Mills qui avouera son crime avant d'être à son tour précipité dans les abymes.

## Épisode 7:Les Coupeurs de diamants
- Titre original : The Saint Bids Diamonds
- Numéro(s) : 69 (4.7)
- Scénariste(s) : Jesse L. Lasky Jr. et Pat Lasky
- Réalisateur(s) : Leslie Norman
- Diffusion(s) : 
  -  Royaume-Uni : 12 août 1965
- Invité(es) : Ed Bishop (George Felson)
- Résumé :

A Ténérife, aux Canaries, une voyante prédit à Simon Templar qu'il va être exposé à des dangers mortels et rencontrer une jolie femme. Il accueille ces révélations avec indifférence car c'est la routine pour lui! La nouvelle aventure dans laquelle il se lance est il est vrai particulièrement périlleuse.
Le célèbre diamant "Le Régent" a été volé par une bande de malfaiteurs. Leur chef veut le débiter en de plus petites pierres, plus faciles à écouler. Simon enlève à l'aéroport le tailleur de pierre que le chef a fait venir à cet effet, et le séquestre. Il prend sa place pour s'introduire dans la villa du voyou. Il est aidé dans ses desseins par l'épouse du chef qui avait déjà permis au précédent tailleur de s'évader.
Evidemment, Simon parviendra à neutralier toute la bande et à les livrer à la police locale.

## Épisode 8:Les Bijoux de Donna Luisa
- Titre original : The Spanish Cow
- Numéro(s) : 70 (4.8)
- Scénariste(s) : Paul Erickson
- Réalisateur(s) : John Gilling
- Diffusion(s) : 
  -  Royaume-Uni : 19 août 1965
- Invité(es) :
- Résumé :

Sur une route du sud de la France, Simon Templar vient en aide à deux femmes attaquées par des malfrats. Il s'agit de la veuve de l'ex-dictateur du Santa Cruz, Donna Luisa, surnommé "la vache espagnole", et de sa jeune protégée, Consuelo. Les voyoux tentaient de dérober l'incroyable quantité de bijoux que Donna Luisa porte sur elle.
Ces bijoux sont au centre de multiples intrigues. Un représentant du nouveau gouvernement la presse de les lui rendre car ceux-ci auraient été achetés avec l'argent du peuple santa-cruzien. Cet homme tente de convaincre le Saint de les voler contre 100 000 francs! De son côté, le jeune frère du défunt mari de Donna Luisa veut provoquer une nouvelle révolution dans son pays afin d'instaurer un nouveau régime dictatorial. Il fait pression sur Donna Luisa pour qu'elle le suive dans cette aventure. Il essaye de faire assassiner Simon car il pense que celui-ci contrarie ces plans par son influence sur Luisa. Templar est aussi mis sur écoute par la police française qui le soupçonne de vouloir voler les bijoux!
Le Saint est aussi instrumentalisé par les deux femmes qui le poussent à les cambrioler en lui révélant haut et fort l'emplacement des bijoux et le code du coffre-fort qui les contient.
Simon semble céder à la tentation puisqu'il commet effectivement ce vol. Il s'enfuit avec Consuelo qui l'a surpris pendant son larcin et le supplie de l'emmener avec lui car elle rêve d'une vie aventureuse. Mais, sur la route, ils sont attaqués par des complices du neveu avec qui Consuelo était de mêche. Celle-ci tente alors de les doubler en abattant l'un des malfrats et en essayant de s'enfuir avec la voiture de Simon. 
C'est alors que les policiers arrivent et l'arrêtent. Simon avait tenté de les berner en plaçant des magnétophones devant les micros placés par leurs soins dans le jardin de la villa, mais ceux-ci avaient découvert la supercherie et s'étaient élancés à ses trousses.
Les bijoux sont rendus à Donna Luisa qui explique alors qu'elle voulait lui faire voler les copies placées au coffre afin que les originaux soient à l'abri!

## Épisode 9:Le Trésor
- Titre original : The Old Treasure Story
- Numéro(s) : 71 (4.9)
- Scénariste(s) : Ian Stuart Black
- Réalisateur(s) : Jeremy Summers
- Diffusion(s) : 
  -  Royaume-Uni : 26 août 1965
- Invité(es) : Erica Rogers (April Mallory)
- Résumé : Simon Templar rend visite à un vieil ami dans les Cornouailles. Celui-ci est un ancien capitaine au long cours; il s'est retiré comme tenancier d'une auberge où il veille à l'éducation de sa nièce. Mais, au cours de la soirée, l'un de ces anciens marins, qui l'accuse d'avoir provoqué la mort d'un autre vient lui rendre une "visite". Il le menace et essaye de lui arracher le plan d'un trésor. Simon met l'importun hors d'état de nuire. Mais celui-ci revient dans la nuit pour s'emparer d'un morceau de la carte au trésor. Dans la bagarre, l'aubergiste est tué. Avant de mourir, il révèle à Simon l'existence d'un trésor aux Caraïbes, et lui demande de veiller sur la jeune fille.

Simon et la jeune femme partent donc à la chasse au trésor. Sur place, ils s'associent à un chercheur de trésor italien, et à un autre comparse qui possède l'autre moitié de la carte au trésor. La recherche va être périlleuse, et parsemée de nombreuses trahisons.